# Sukodono (Sukodono)
Sukodono is een bestuurslaag in het regentschap Sidoarjo van de provincie Oost-Java, Indonesië. Sukodono telt 7878 inwoners (volkstelling 2010).